# استفانوس خریستوپولوس
استفانوس خریستوپولوس (یونانی: Στέφανος Χρηστόπουλος؛ زادهٔ ۱۸۷۶) یک وزنه‌بردار اهل یونان است.
از افتخارات وی میتوان به کسب مدال برنز کشتی فرنگی در بازی‌های المپیک تابستانی ۱۸۹۶ اشاره کرد.